# Sućuraj
Sućuraj (tal. San Giorgio) je općina u Hrvatskoj, na istočnom kraju otoka Hvara.
U mjestu postoji osnovna škola, pošta, bankomat, ambulanta, iznajmljivanje bicikla, helidrom za hitne intervencije, lučka ispostava, tri prodavaonice i jedna slastičarnica.

## Općinska naselja
U sastavu općine su 3 naselja (stanje 2006.), to su: Bogomolje, Selca kod Bogomolja i Sućuraj. 

## Zemljopisni položaj
Sućuraj se nalazi na istočnoj punti (rtu) otoka Hvara, 3 NM (5 km) udaljen od kopna, a 77 km od grada Hvara.
Do Sućurja se najlakše dolazi trajektom iz Drvenika na Makarskom primorju. Trajekt plovi 25 minuta, zimi prometuje 3-4 puta dnevno, a ljeti 10-15 puta dnevno. Trajektno pristanište je jako blizu središta mjesta. Drvenik je smješten uz Jadransku cestu 86 km jugoistočno od Splita i 120 km sjeverozapadno od Dubrovnika.
Do Sućurja se može doći i trajektom do Starog Grada, a onda cestom do Sućurja.

## Uprava
Općinom Sućuraj upravlja načelnik općine te općinsko vijeće.
Općina Sućuraj osnovana je Napoleonovim dekretom od 25. travnja 1811. godine. Grb općine je sv. Juraj na konju koji ubija zmaja. Po ovom svecu mjesto je i dobilo ime (sut + Juraj = Sućuraj).

## Povijest i kultura
Sućuraj postoji već više od 2300 godina i kroz svoju povijest je više puta do temelja uništavan i ponovo obnavljan. Prvi poznati stanovnici Sućurja bili su Iliri, a njihova kraljica Teuta imala je u 3. stoljeću prije Krista ovdje svoj dvorac. U 7. i 8. st. Sućuraj su naselili Hrvati, koji u njemu žive do današnjih dana. 

Prvo je bio dijelom Neretvanske kneževine, a poslije je bio dijelom kraljevine Dalmatinske Hrvatske. Kroz povijest u Sućurju su se mijenjali razni gospodari i razne države: Iliri, Rimljani, Hrvati, Mlečani, Francuzi, Austrijanci, Talijani. Samo u 20. stoljeću Sućuraj je bio u 6 različitih država.
Najstarija dobro sačuvana građevina u Sućurju je stari augustinski (danas franjevački samostan). Kada je točno sagrađen, nije poznato, ali se zna da je prvi put obnavljan 1309., a posljednji put 1994. godine. Sućuraj je dobio ime po crkvi sv. Jurja koju spominje Hvarski statut iz 1331. god. (ta crkva je srušena krajem 19. st., kada je napravljena nova). Velik broj stanovnika u Sućuraj dolazi s primorja u 15. stoljeću bježeći pred Turcima. Iz tog vremena do danas je sačuvana barokna crkva sv. Ante iz 1663. godine. Djelomično je sačuvana i stara mletačka tvrđava ("fortica") iz 1613. godine.

U Sućurju se nalazi i spomenik pisan hrvatskom ćirilicom, postavljen 1655.
Kod Sućurja je 1916. godine francuska podmornica potopila putničko-teretni brod male obalne plovidbe P/B Dubrovnik. Ostatci su danas arheološka baština i zaštićeno kulturno dobro Republike Hrvatske.
Sućuraj je bio jednim od najjačih uporišta antifašizma na otoku Hvaru, jer su brojni tamošnji mještani otišli u partizane, odnosno pomagali iste.

## Spomenici i znamenitosti
- Ostatci zrakoplova B-24 u Neretvanskom kanalu, 3 nautičke milje zapadno od Sućurja, između otoka Hvara i Pelješca
- Ostaci parobroda Dubrovnik između Hvara i punte Pelješca, torpediranog 1916.[5]

## Obrazovanje
- OŠ "Ante Anđelinovića" - osnovana 1828.

## Gospodarstvo
Stanovništvo u Sućurju živi uglavnom od turizma, ribarstva i  poljoprivrede. 

### Turizam
Zahvaljujući izuzetno ugodnoj klimi i prekrasnoj prirodi Sućuraj posjećuju brojni turisti. U mjestu postoji hotel, auto-camp, privatni smještaj i 10-ak ostalih ugostiteljskih objekata (restorani, caffe-barovi, konoba, pizzeria, slastičarna...). 
U blizini centra mjesta nalaze se dvije plaže. S južne strane je pješčana plaža Česminica, a sa sjeverne Bilina. Oko Sućurja nalaze se brojne lijepe i slikovite uvale. Najslikovitija uvala s južne strane je Perna, a sa sjeverne Mlaska. Obje uvale imaju lijepe pješčane plaže. U Mlaskoj je auto-camp (s FKK dijelom) do kojeg vodi 4 km duga cesta. 10 km od Sućurja s južne strane nalazi se uvala Mrtinovik (lokalni naziv Mrtnovik).
U mjestu postoji turistička zajednica, hotel, a privatni iznajmljivači nude brojne sobe, apartmane i pansione. Desetak ugostiteljskih objekata turistima, putnicima u prolazu i mještanima u svako doba nude hranu, piće i zabavu. Nekoliko prodavaonica nudi velik izbor raznih artikala, u Sućurju može se pronaći sve što može zatrebati tijekom odmora.
Zahvaljujući brojnim raznolikim plažama u Sućurju svaki gost može pronaći nešto za sebe. Može se birati da li dan provesti na plaži uz centar mjesta ili pronaći neki skriveni kutak samo za sebe. Naime, mjesto Sućuraj ima više od 20 km obale sa sjeverne i južne strane otoka, uglavnom netaknute prirode. U Sućurju se organiziraju izleti i fish-picnici brodovima u susjedna mjesta na Makarskom primorju, poluotoku Pelješcu i otoku Korčuli. Obilazak otoka Hvara moguć je automobilom ili redovitim autobusnim linijama.
Sućuraj je idealno mjesto za uživanje u prekrasnoj prirodi, ribolov, ronjenje, podvodni ribolov. Zbog dobre luke odredište je mnogih jahtaša koji krstare Jadranom.
- Česminica
- Perna
- Mlaska
- Mrtinovik

### Ribarstvo
Sućurani su od davnine poznati kao vrsni ribari. Ta tradicija nastavlja se i danas: Sućuraj ima ribarsku flotu od 10 većih ribarskih brodova. Sućuranski ribari kočare po čitavom Jadranu, a njihov ulov prodaje se u mnogim Hrvatskim gradovima i izvozi u Europsku uniju.
Osim kočama, mnogi Sućurani ribare u okolici Sućurja manjim ribarskim brodovima. Skoro svaka obitelj u Sućurju ima čamac i svi se povremeno sportski i za svoje potrebe bave ribolovom. Sućuraj ima dobru luku (porat) koja je zaklonjena od svih vjetrova i puna manjih i većih plovila.
U Sućurju postoji pogon za soljenje srdela, a sućuranske slane srdele prodaju se u cijelom svijetu. U mjestu postoji i tvornica riblje mlađi, a u uvali Mrtnovik nalazi se ribogojilište.

### Poljoprivreda
Sućurani se bave i tradicionalnom mediteranskom poljoprivredom. Sućuraj je poznat po kvalitetnom maslinovom ulju i vinu. U mjestu postoje dvije uljare, skoro svaka obitelj ima kvalitetnog maslinovog ulja barem za svoje potrebe, a dio se i prodaje.
Većina Sućurana ima svoje vinograde i konobe u kojima proizvodi dobro vino za svoje potrebe i za turiste. U Sućurju postoji vinarija koja proizvodi kvalitetno bijelo i crno vino (Plame i Oka vina) i više vrsta tradicionalnih rakija. Ima i smokava, a sućuranske suhe smokve posebno su kvalitetne.
U Sućurju rastu limuni, naranče i mandarine, te ostale poljoprivredne kulture koje stanovnici uzgajaju pretežno za vlastite potrebe. Sućurani se bave pčelarstvom i proizvode kvalitetan med.

## Stanovništvo

### Popis 2011.
Prema popisu stanovništva iz 2011. godine, Općina Sućuraj ima 463 stanovnika. Većina stanovništva su Hrvati s 96,11 %, a po vjerskom opredijeljenju većinu od 86,39 % čine pripadnici katoličke vjere.
| broj stanovnika | 813   | 983   | 1026  | 1266  | 1442  | 1697  | 1809  | 1397  | 1186  | 1197  | 1114  | 856   | 724   | 571   | 492   | 463   | 426   |
|                 | 1857. | 1869. | 1880. | 1890. | 1900. | 1910. | 1921. | 1931. | 1948. | 1953. | 1961. | 1971. | 1981. | 1991. | 2001. | 2011. | 2021. |

| broj stanovnika | 435   | 519   | 520   | 671   | 714   | 781   | 850   | 705   | 559   | 589   | 585   | 466   | 427   | 422   | 387   | 357   | 293   |
|                 | 1857. | 1869. | 1880. | 1890. | 1900. | 1910. | 1921. | 1931. | 1948. | 1953. | 1961. | 1971. | 1981. | 1991. | 2001. | 2011. | 2021. |

## Kultura
Mjesto ima nekoliko slikara – amatera.

## Šport
- NK Mladost Sućuraj, igra u Hvarskoj nogometnoj ligi (FNL - Forska nogometna liga)

## Poveznice
- don Dinko Vranković

## Vanjske poveznice
- Sućuraj  Arhivirana inačica izvorne stranice od 9. srpnja 2014. (Wayback Machine)
- Sućuraj online
- Povijest Sućurja i literatura